# Südtirol Digital Fernsehen
Südtirol Digital Fernsehen (SDF) war ein deutschsprachiger privater Fernsehsender in Südtirol (Italien) mit Sitz in Bozen. Das Programm beinhaltete Chronik, Sport und Information. SDF gehörte zunächst zur Gruppe Rosengarten Media GmbH, die auch den italienischen Privatsender Video33 betrieb. 2017 wurden die beiden Sender an eine Trentiner Unternehmergruppe verkauft. Ab 2020 wurden die Sendungen von SDF nur noch als Fensterprogramm auf dem Kanal von Video33 ausgestrahlt, 2022 erfolgte die endgültige Einstellung des Betriebs.